# Parfum de femeie
Parfum de femeie (în engleză Scent of a Woman) este un film din 1992 care spune povestea unui student ce se angajează ca îngrijitor al unui fost ofițer în Armata Americană , acum orb și foarte irascibil. Din distribuție fac parte Al Pacino, Chris O'Donnell, James Rebhorn, Gabrielle Anwar și Philip Seymour Hoffman. Pelicula este un remake al filmului Profumo di Donna din 1974, regizat de Dino Risi, în care Vittorio Gassman a jucat unul dintre cele mai cunoscute roluri ale sale. 
Filmul a fost adaptat de Bo Goldman după romanul Il Buio e Il Miele de Giovanni Arpino dar și după scenariul lui Ruggero Maccari și Dino Risi pentru Profumo di Donna din 1974. Parfum de femeie a fost regizat de Martin Brest.
Productia a câștigat Premiul Oscar pentru cel mai bun actor (Al Pacino) și a fost nominalizată la alte trei categorii: Cel mai bun regizor, Cel mai bun film și Cel mai bun scenariu adaptat. 
Filmul a fost de asemenea marele câștigator al Premiilor Globul de Aur câștigând la categoriile: Cel mai bun scenariu adaptat, Cel mai bun actor și Cel mai bun film - dramă. 
Unele părți din film au fost filmate la Școala Emma Willard, o școală de fete din Troy, New York.
Colonelul în rezervă Frank Slade, acum orb, primește ca ajutor un tinerel timid de la colegiu. Acesta are nevoie de bani, iar familia militarului nu știe cum să mai scape de el. Cei doi însă au la dispoziție un weekend ca să se cunoască și, de ce nu, să se împrietenească. În final, fiecare îl va ajuta pe celălalt.

## Distribuție
- Al Pacino . . . . . . Locotenent Colonel Frank Slade
- Chris O'Donnell . . . . . Charlie Simms
- James Rebhorn . . . . . Dl. Task
- Philip Seymour Hoffman . . . . . George Willis Jr.
- Gabrielle Anwar . . . . . Donna
- Richard Venture . . . . . W. R. Slade
- Bradley Whitford . . . . . Randy
- Rochelle Oliver . . . . . Gretchen
- Gene Canfield . . . . . Manny
- Tom Riis Farrell . . . . . Garry
- Nicholas Sadler . . . . . Harry Havemeyer
- Todd Louiso . . . . . Trent Potter
- Ron Eldard . . . . . Ofițerul Gore

## Premii și nominalizări

### Premiul Oscar
- Premiul Oscar pentru cel mai bun actor - Al Pacino (câștigat)
- Premiul Oscar pentru cel mai bun regizor - Martin Brest (nominalizat)
- Premiul Oscar pentru cel mai bun film - Martin Brest (nominalizat)
- Premiul Oscar pentru cel mai bun scenariu adaptat - Bo Goldman (nominalizat)

### Premiul BAFTA
- BAFTA pentru cel mai bun scenariu adaptat - Bo Goldman (nominalizat)

### Premiul Globul de Aur
- Premiul Globul de Aur pentru cel mai bun film (dramă) (câștigat)
- Premiul Globul de Aur pentru cel mai bun actor (dramă) - Al Pacino (câștigat)
- Premiul Globul de Aur pentru cel mai bun scenariu - Bo Goldman (câștigat)
- Premiul Globul de Aur pentru cel mai bun actor în rol secundar - Chris O'Donnell (nominalizat)